# Таукір Дар
Таукір Дар (31 січня 1964) — пакистанський хокеїст на траві.
Олімпійський чемпіон 1984 року.